# 차장 (은하철도 999)
차장은 만화 은하철도 999에 등장하는 가공의 인물이다. 성우는 일본판은 키모츠키 카네타. 한국판은 김기현(MBC 방영판), 장광(비디오판)이다. 

## 상세사항
| 이름        | 차장                                                        |
| 본명        | 불명                                                        |
| 출생일      | 불명                                                        |
| 나이        | 불명                                                        |
| 성별        | 남                                                          |
| 출생지      | 추억의 얼굴 행성                                            |
| 소속        | 은하철도주식회사                                            |
| 직위        | 열차 승무원                                                 |
| 가족관계    | 불명(단, 한때 마빌러스라는 애인이 있었다가 실연됨)          |
| 성격        | 공사 구분이 철저하고 원칙을 고수하는 성격                   |
| 특기        | 안내 역할, 사격                                             |
| 좋아하는 것 | 휴가                                                        |
| 싫어하는 것 | 목욕, 남들 앞에서 자신의 몸을 보이기, 불법행위, 무단승차 등 |
| 보물        | 불명                                                        |
| 첫 등장     | 은하철도 999 2화                                            |

## 소개
은하철도주식회사에 소속된 승무원으로 은하철도 999호의 차장을 맡고있다. 본명은 불명이며 작중에서도 차장이라고 부른다. 
항상 푸른 제복에 얼굴을 보이지 않는 모습으로 TV판에서는 2화부터 은하철도 999의 안내 역할을 하면서 등장한다. 태양계 행성까지는 안탈리우스 편을 제외하고는 별다른 활약을 보이지 않았으나 블랙홀 편 이후부터 본격적으로 활동하면서 호시노 데쓰로(한국명 : 철이)와 메텔과 함께 활동한다. 
제복을 입고 모자를 눌러 쓴채 모습을 보이지 않고 노랗게 보이는 눈동자만 보이며 의사소통을 하는 편으로 블랙홀 편에서 모자가 벗겨져서 철이가 머리가 없는 모습에 경악을 하기도 하였다. 회개의 별 편에서 목욕탕에서 샤워를 할 때 행성 여자 요원이 목욕탕 문을 열자 당황하며 안 된다고 하였는데 몸이 투명한 모습이라 그녀에게 경악과 동시에 기절을 하게 만들었고 컴플렉스까지 안겼다. 암흑성운 아프리카 행성 편에서는 고스트 호퍼들에게 납치되어서 옷이 벗겨지게 되었다. 
은하철도 999 캐릭터 중 실연을 가진 인물이기도 하였는데 마빌러스라 불리는 여인과 연인 사이로 있었던 적이 있다. 한 번은 고향별인 추억의 얼굴 편에서 노파 가면을 쓰고 은하철도 999 승객으로 있던 마빌러스를 간만에 만나기도 하였다.

## 성격
공사 구분이 철저한 편으로 999호 수칙을 어기거나 자신의 인도를 거부하거나 항의하는 이들을 싫어하는 편이며 승차권을 사지 않고 무단으로 열차를 타는 이들도 싫어하는 편이다. 이는 철이와 메텔에게도 예외가 없으며 철이가 승차권을 분실하게 되었던 것을 알 때마다 공무수행상으로 철이에게 냉대하는 경우도 있다. 그러나 사적인 면에서는 온화하고 마음씨가 착해보이는 성격이라 철이와 메텔이 어려울 때 도와주기도 하는 편이지만 겁이 많고 두려움도 타는 성격이기도 하다. 
또한 부정승차를 했던 이들과는 다르게 승차권을 샀던 합법적인 승객에게는 두려움을 느끼는 성격도 있고 상부의 명령을 충실히 따르는 편이다. 
때로는 기관차가 자신의 말을 듣지 않을 때마다 가끔 신경전을 벌이기도 한다.  
투명인간으로 알려졌다보니 남들 앞에서 자신의 몸을 보이기를 매우 싫어한다.  

## 임무
은하철도 999 차장답게 열차가 정차할 때 지키거나 운행중에 안내자 역할을 해주고 있다. 은하철도 999호 자체가 무인 시스템으로 운행하다보니 정작 본인이 기관차를 운전하는 일은 사실상 없다. 마지막회 프로메슘 행성에서도 프로메슘에 의해서 중력에 의해 블랙홀로 빨려들어갈 때 메텔이 이를 해제하게 되어서 탈출하려고 하는데 뜻밖에도 기관차 운전을 한 사람은 차장이 아닌 철이였다. 결국 마지막까지 차장이 직접 기관차를 운전하는 모습은 나오지 않았다.  
승무원이라는 신분 때문에 어떤 때는 열차를 지키며 대기하였다가 경우에 따라 철이와 메텔과 함께 행성에 내리면서 활동을 한다.   

### 안내 대사
승객 여러분, 이 기차는 1분 후에 화성의 실티스역에 도착하겠습니다. - 화성에 부는 적풍 중에서(이 내용부터 처음으로 차장이 등장한다.)
이번에 정차할 역은 안개도시, 정차시간은 143시간(5일 23시간) 32초입니다. - 안개도시 중에서 
이번에 정차할 역은 게으름뱅이의 도시, 정차시간은 12시간 5분입니다. - 게으름뱅이의 도시 중에서 

## 기타
철이와 마찬가지로 목욕 및 샤워를 싫어한다. 다만 철이와는 다르게 투명인간이라 남들에게 자신의 모습을 노출하기 싫어서 그런 편이라 자신이 혼자있을 때는 스스로 목욕 및 샤워를 한다. 
투명인간이라 음식을 직접 먹는 모습이 거의 없다.